# Benarés
Varanasi (en hindi: वाराणसी, Vārāṇasīⓘ), comúnmente Benarés (बनारस, Banārasaⓘ) o Kashi (काशी, Kāśīⓘ) es una ciudad situada a orillas del río Ganges, en el estado de Uttar Pradesh (India), 320 kilómetros al sureste de Lucknow (capital del estado) y 846 km al noreste de la capital Nueva Delhi.
Es un importante centro religioso en la India, es la más sagrada de las siete ciudades sagradas (Sapta Puri) en el hinduismo y el jainismo, y desempeñó un papel importante en el desarrollo del budismo. 
Benarés se encuentra a lo largo de la Autopista Nacional 2, que la conecta con Calcuta, Kanpur, Agra y Delhi, y cuenta con el Aeropuerto Internacional Lal Bahadur Shastri y la estación de trenes Varanasi Junction.
Benarés es también uno de los 72 distritos del estado indio de Uttar Pradesh. En el momento del censo de 2011, había un total de 8 bloques y 1329 aldeas en este distrito. Las principales lenguas nativas de Benarés son el hindi y el bhojpuri.
Benarés creció como un importante centro industrial, famoso por sus tejidos de muselina y seda, perfumes, trabajos de marfil y escultura. 
Se cree que Buda (siglos V a IV a. C.) fundó el budismo aquí cuando dio su primer sermón, La puesta en marcha de la rueda del dharma, en la cercana Sarnath. La importancia religiosa de la ciudad continuó creciendo en el siglo IX, cuando Adi Shankara (788-820) estableció el culto a Shiva como una secta oficial de Benarés. Durante el gobierno musulmán a través de la Edad Media, la ciudad continuó como un importante centro de devoción, peregrinación, misticismo y poesía hindúes, lo que contribuyó aún más a su reputación como centro de importancia cultural y educación religiosa. Tulsidas escribió su poema épico sobre la vida de Rama llamado Ram Charit Manas en Benarés. Varias otras grandes figuras del movimiento bhakti nacieron en Benarés, incluyendo Kabir (1440-1518) y Ravidas (1450-1528), de quien sus seguidores afirmaban que tenía más de 150 años de edad. El Guru Nanak visitó Benarés para el festival Maha Shivaratri de 1507, un viaje que jugó un papel importante en la fundación del sijismo.
En el siglo XVI, Benarés experimentó un renacimiento cultural bajo el emperador mogol Akbar, que patrocinó la ciudad, y construyó dos grandes templos dedicados a Shiva y Vishnu, aunque gran parte del Benarés moderno fue construido durante el siglo XVIII, por los reyes Maratha y Brahmin. El reino de Benarés fue reconocido oficialmente por los mogoles en 1737, y continuó como un área gobernada por la dinastía hasta la independencia de la India en 1947. La ciudad está gobernada por la Varanasi Nagar Nigam (Corporación Municipal) y está representada en el Parlamento de la India por el actual primer ministro de la India, Narendra Modi, quien ganó las elecciones de Lok Sabha en 2014 por un gran margen. El tejido de seda, las alfombras, la artesanía y el turismo emplean a un gran número de la población local, al igual que las Diesel Locomotive Works y Bharat Heavy Electricals. El Hospital de Benarés fue establecido en 1964.
Benarés ha sido un centro cultural del norte de la India durante varios miles de años, y está estrechamente relacionado con el Ganges. Los hindúes creen que la muerte en la ciudad traerá la salvación, por lo que es un importante centro de peregrinación. La ciudad es conocida en todo el mundo por sus numerosos ghats, terraplenes hechos en escalones de losas a lo largo de la orilla del río donde los peregrinos realizan abluciones rituales. Destacan el Dashashwamedh Ghat, el Panchganga Ghat, el Manikarnika Ghat y el Harishchandra Ghat, siendo los dos últimos donde los hindúes creman a sus muertos y los registros de genealogía hindú en Varanasi se mantienen aquí.
El fuerte de Ramnagar, cerca de la orilla oriental del Ganges, fue construido en el siglo XVIII en el estilo arquitectónico mogol con balcones tallados, patios abiertos y pabellones escénicos. Entre los 23 000 templos estimados en Benarés se encuentran el Templo Kashi Vishwanath de Shiva, el Templo Sankat Mochan Hanuman y el Templo Durga. El Kashi Naresh (Maharaja de Kashi) es el principal patrocinador cultural de Varanasi, y una parte esencial de todas las celebraciones religiosas. Un centro educativo y musical, muchos filósofos, poetas, escritores y músicos indios prominentes viven o han vivido en la ciudad, y fue el lugar donde se desarrolló la forma gharana de Benares de música clásica indostaní. Una de las universidades residenciales más grandes de Asia es la Universidad Hindú de Benarés (BHU). El periódico nacionalista en idioma hindi, Aj, se publicó por primera vez en 1920.

## Etimología
Su nombre oficial es Varanasi (वाराणसी, Vārāṇasī) que viene de su situación geográfica, entre los ríos Varaṇā y Asī. Banāras es una variación fonética popular de Varanasi.
Desde la antigüedad recibía el nombre de Kashi (काशी Kāśī), por ejemplo en el Mahabharata, de la raíz sánscrita kaś- (brillar). Este nombre sigue siendo muy popular.

## Historia

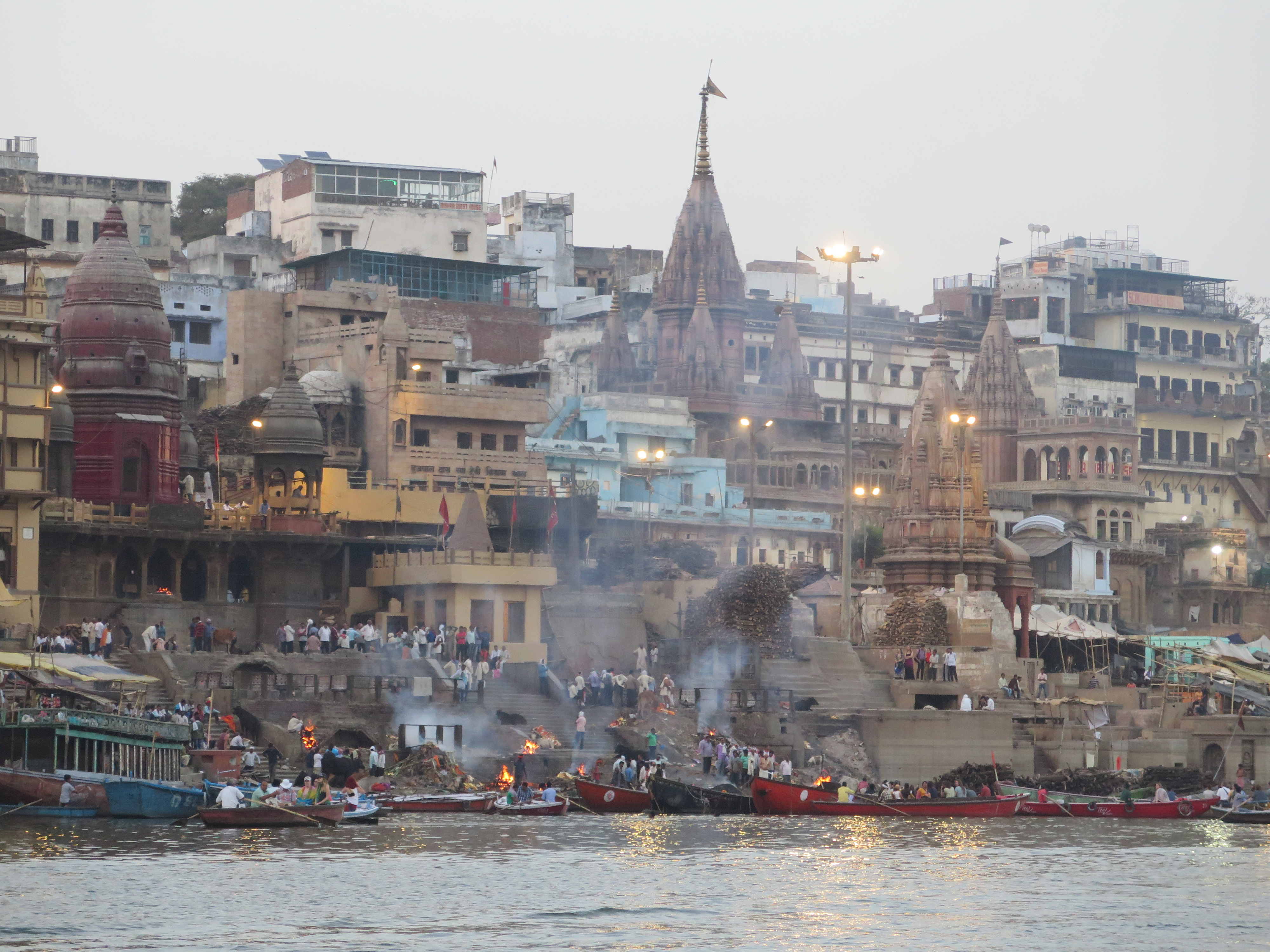
Crematorio de Benarés

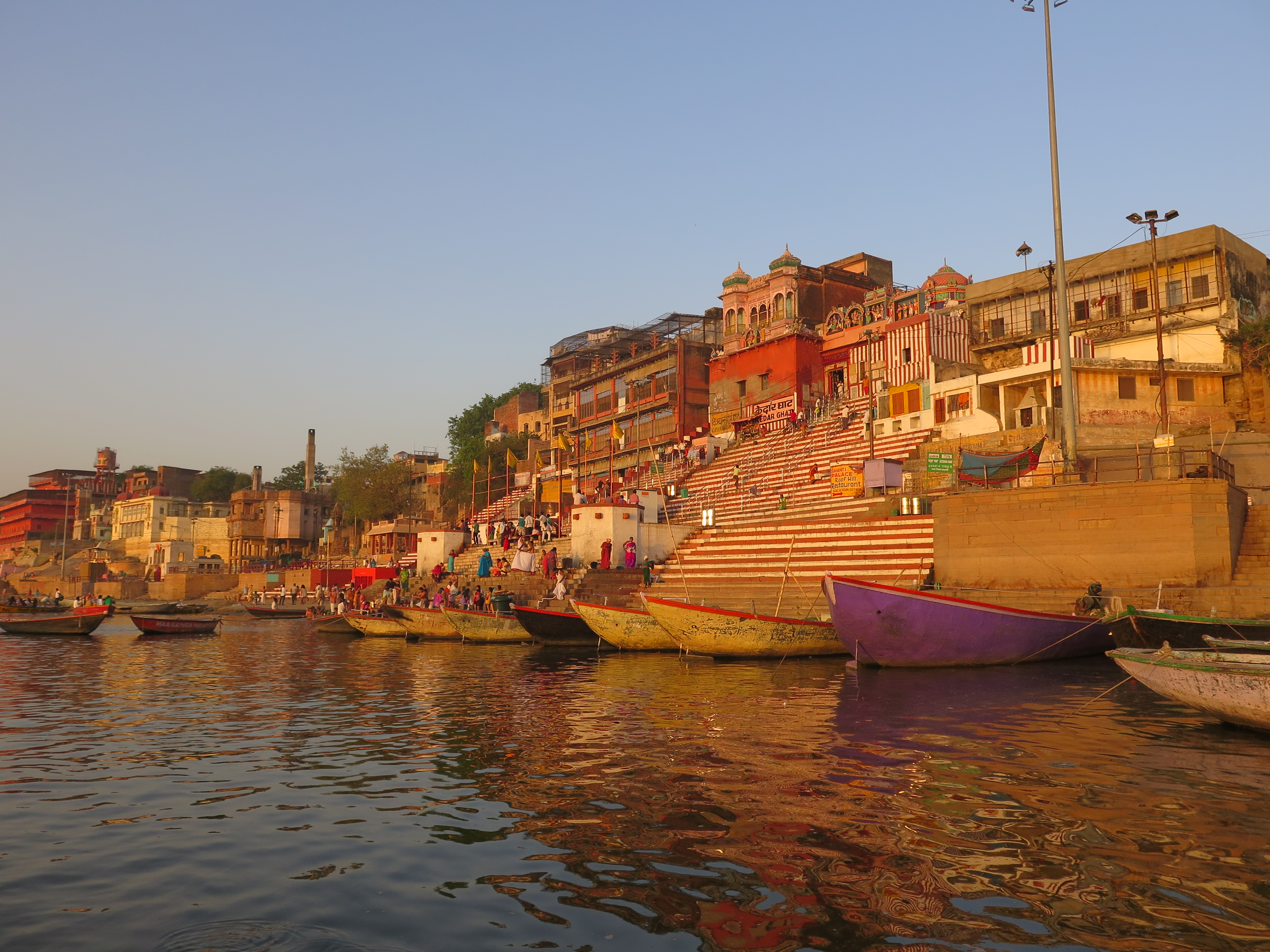
Benarés desde el río Ganges

En el Rig-veda (el texto más antiguo de la India, de mediados del II milenio a. C.) no se menciona de ninguna manera a la ciudad de Kashi.
Los arqueólogos han encontrado artesanías y ollas de arcilla que demuestran que en el siglo IX a. C. ya había un asentamiento humano en ese sitio a orillas del río Ganges.
El primer texto que nombra a esta ciudad es el Majabhárata (texto épico religioso del siglo III a. C.), compuesto aproximadamente un siglo después de la época de Buda. Ya en esa época, Kashi era la capital del reino de Kashi, y que poseía templos dedicados a Suria, el dios del sol.
También en el Ramaiana (texto epicorreligioso del siglo III a. C.), se menciona que la ciudad fue fundada por el propio dios Shiva ―o sea que con el paso de los siglos se había dejado de adorar exclusivamente a Suria y se había desarrollado la devoción por Shiva―. Se afirma también que la ciudad de Kashi había sido la capital de Divodasa (un rey que se menciona en el antiquísimo Rig-veda).
Hacia el siglo II a. C., el escritor religioso Katiaiana escribió ese mismo dato en el Anukramani (‘índice’ del Rig-veda):
afirma que los himnos 9.96 y 10.179.2 del Rig-veda fueron compuestos por el fallecido Bharata Rishi, quien ―al igual que muchos otros compositores de los himnos del mandala 9 10― atribuye sus composiciones a su antepasado remoto, Pratardana. En las dos veces que es mencionado, Pratardana es nombrado con algún epíteto: en el himno 9.96, como Daivodāsi (‘hijo de Divodasa’); y en el himno 10.179.2, el epíteto es Kāśirāja [kashirásh], el rey de Kashi.
Sin embargo esa información no aparece en el propio Rig-veda, sino que fue inventada más de un milenio después, en el siglo II a. C.
En los primeros siglos de la era común, el Skanda-purana presentó muchas nuevas leyendas que destacaban la importancia del dios Shiva en la fundación de la ciudad.
En el siglo VII, el célebre monje budista viajero chino Xuanzang (602-664), fue testigo de que la ciudad era un centro religioso, educativo y artístico, y que se extendía 5 km a lo largo de la ribera del Ganges. Kashi o Varanasi era un centro comercial e industrial, famoso por sus telas de seda y muslin, perfumes, trabajos en marfil y esculturas.
En el año 1300, la ciudad sufrió un importante saqueo por parte de tropas provenientes de Afganistán.
Posteriormente, en el siglo XVII, Benarés sufrió el ataque del emperador mogol Aurangzeb (1618-1707), que pretendía acabar con el hinduismo.
La ciudad sobrevivió ambos ataques, aunque la mayoría de los templos y edificios fueron destruidos.

## Importancia religiosa
En la actualidad, los hinduistas la consideran una de las principales ciudades de peregrinación. La categoría de ciudad santa proviene de la creencia de que una de las cuatro cabezas del dios Brahmá consiguió descansar al llegar a esta ciudad.
Además, según la mitología hinduista, la mano izquierda de Satí (la esposa del dios Shiva, que se suicidó prendiéndose fuego) cayó en esta ciudad, teniendo cada una de estas divinidades su propio templo.
Según el hinduismo, todo aquel que muera en Benarés (o a menos de sesenta kilómetros de la ciudad), queda liberado del ciclo de las reencarnaciones. Los baños en el río Ganges se consideran purificadores de los pecados. En su paso por esta ciudad el río Ganges cuenta con un importante grado de contaminación. Según la tradición, todo hinduista debe visitarla al menos una vez en la vida.
Todas estas creencias han convertido la ciudad en el destino de enfermos y ancianos, que quieren pasar sus últimos días en la ciudad santa. A lo largo del Ganges se alinean numerosas residencias destinadas a albergar a los moribundos. La orilla del río es también el centro de los crematorios de la ciudad.
El escritor satírico estadounidense Mark Twain escribió: «Benarés es más antigua que la Historia, más antigua que las tradiciones, más vieja incluso que las leyendas, y parece el doble de antigua que todas juntas»

## Lugares de interés

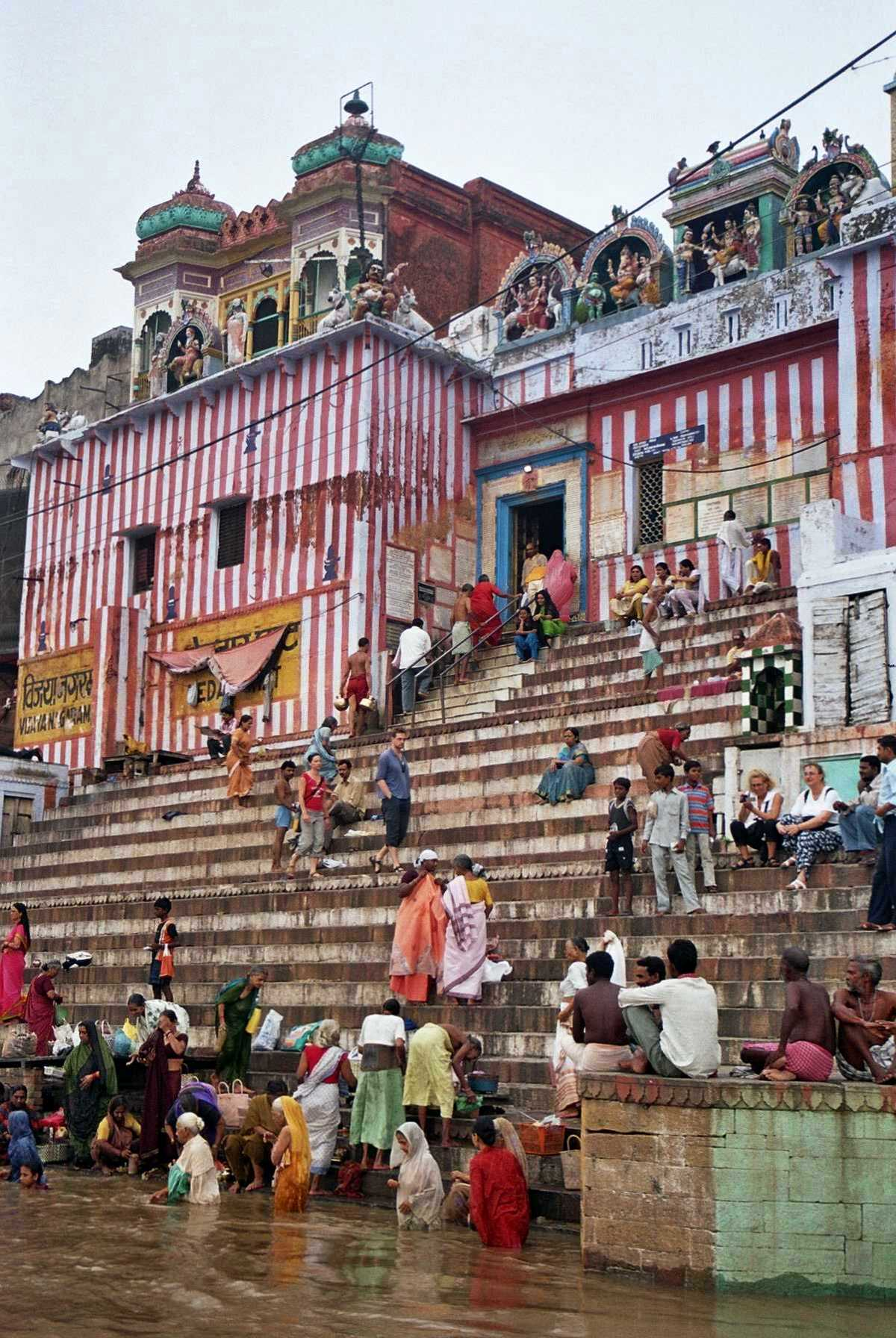
Peregrinos realizando abluciones en un ghat (balneario) de Benarés.

- Ghats de Benarés: El principal destino de los peregrinos que visitan Benarés son sus ghats, nombre que reciben las gradas que descienden al río Ganges a su paso por la ciudad. Al amanecer, se puede ver a hombres y mujeres realizando baños purificadores en el río (pujas), a la vez que rinden tributo al dios del Sol, Surya. Benarés cuenta con 88 ghats, construidos en general a partir del siglo XVIII, cada uno con un nombre y una función especial. La mayoría de los ghats se usa para bañarse, mientras que dos de ellos, Manikarnika y Harischandra, son crematorios al aire libre. En el ghat de Pancha Ganga se cree que convergen cinco ríos sagrados.

- Templo dorado: Dedicado al dios Shiva, fue construido en 1776. Está considerado uno de los más sagrados de la ciudad y su entrada está prohibida a los no hinduistas.

- Mezquita de Gyanvapi: Fue construida en el siglo XVIII por el emperador Aurangzeb (1618-1707) sobre un antiguo templo hinduista. Se trata de un edificio de color blanco, constantemente custodiado por el ejército para evitar un ataque por parte de los grupos ultrahinduistas. La entrada está reservada a los musulmanes.

## Personalidades célebres
- Kabir (1440-1518), poeta y santo
- Ravidas (1450-1528), religioso hinduista y poeta que afirmaba que tenía más de 150 años de edad
- Tulsidas (1532-1623), religioso hinduista y poeta
- Lahiri Mahasaya (1828-1895), yogui
- Premchand (1880-1936), escritor
- Bismillah Khan (1916-2006), ejecutante de flauta shehnai
- Ravi Shankar (1920-2012), ejecutante de guitarra sitar
- Hiralal Yadav (1925-2019), Folk Singer, Padma Shri
- Girija Devi (1927-2017), cantante india
- Bishun Khare (1933-2013), exobiólogo y químico
- Birju Maharaj (1938-2022), coreógrafo y bailarín
- Sanjaya Rajaram (1943-2021), agrónomo y biólogo expatriado en México
- Narsingh Pancham Yadav (1989-), luchador profesional